# Anortozyt

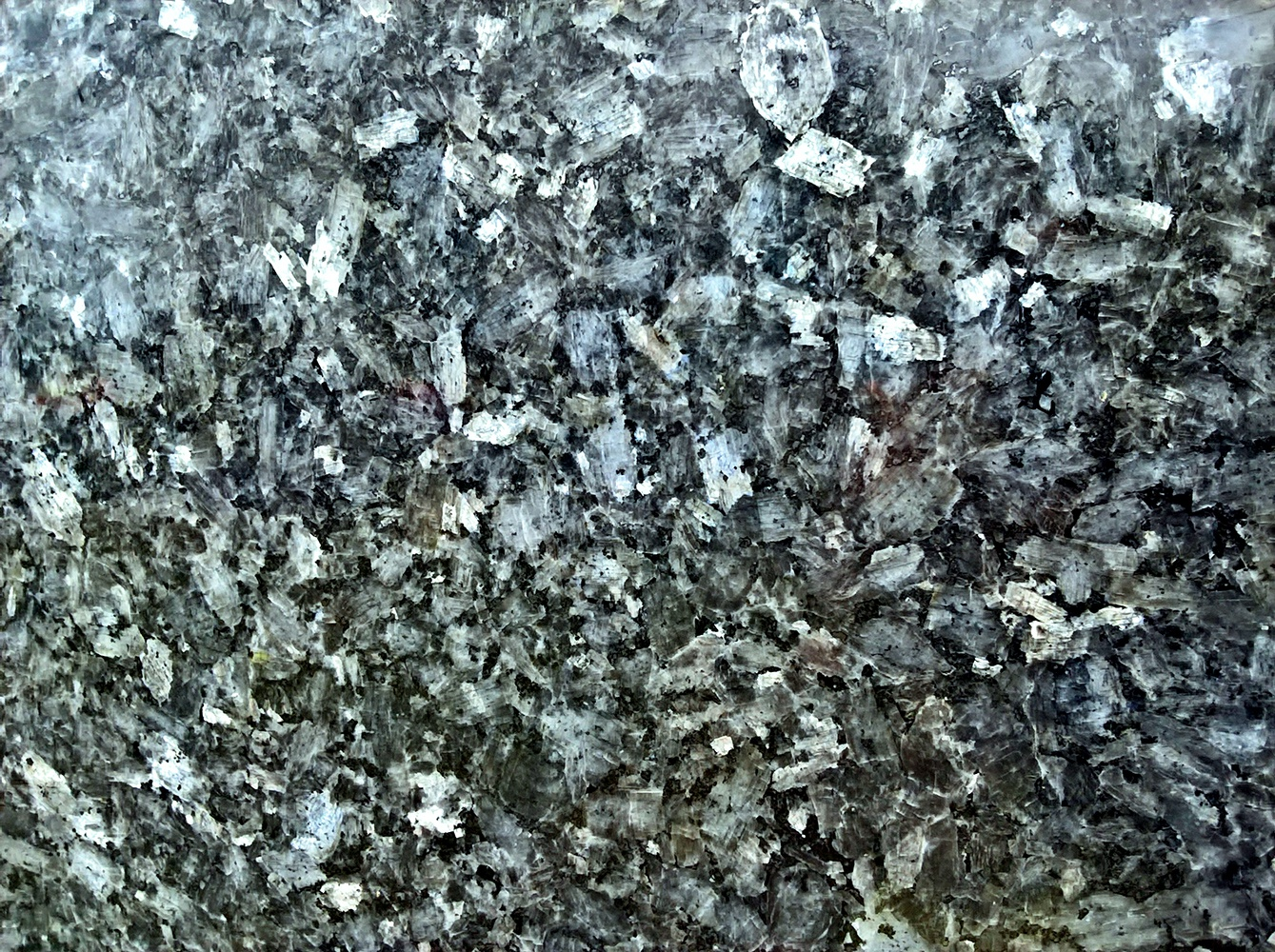
Wypolerowany anortozyt (labradoryt) o wielkości kryształów plagioklazu 3–4 cm

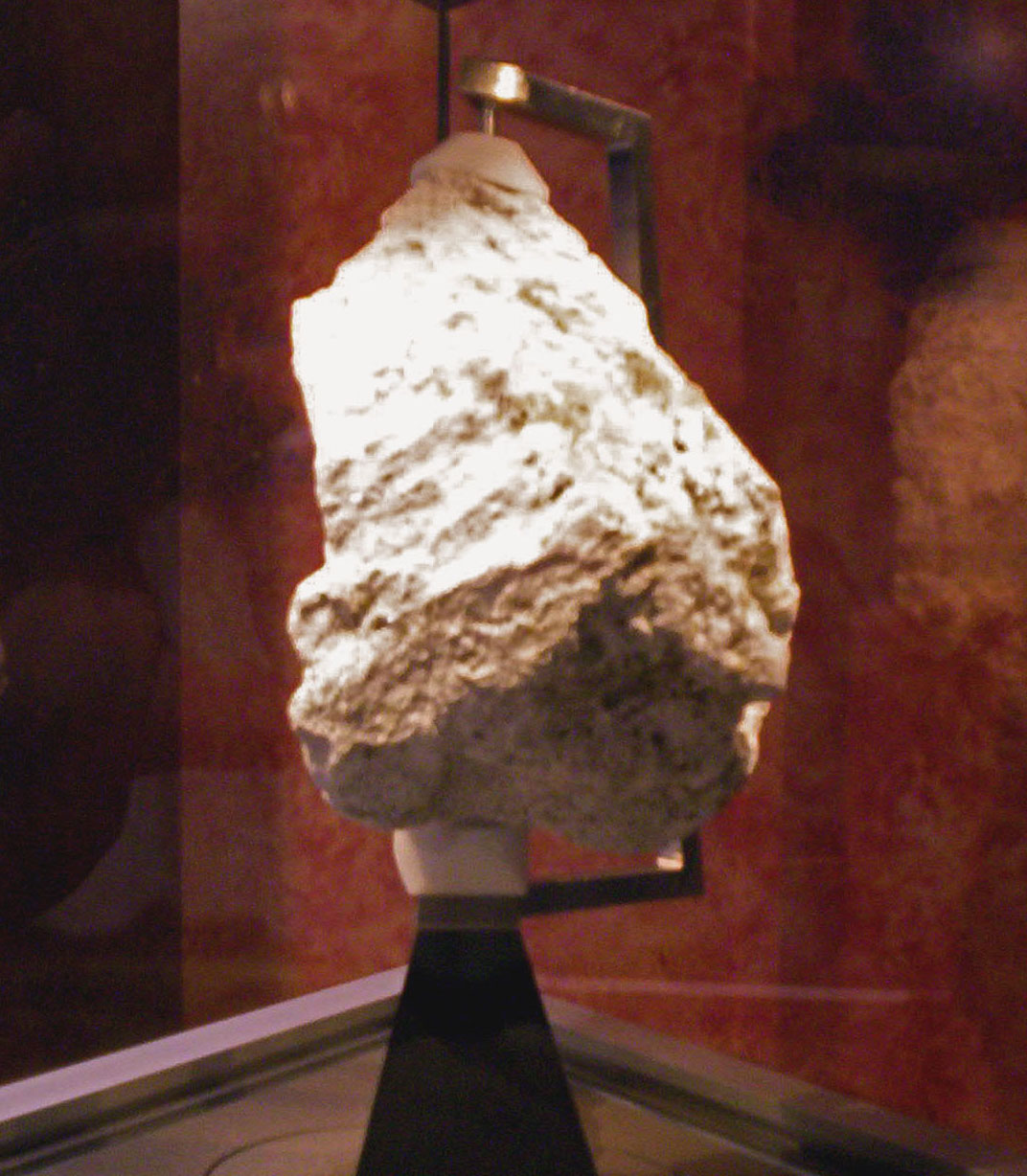
Księżycowy anortozyt żelazny #60025. Zabrany podczas misji Apollo 16 ze Wzgórz Księżycowych niedaleko krateru Descartes. Próbka jest obecnie na wystawie w Muzeum Historii Naturalnej w Waszyngtonie.

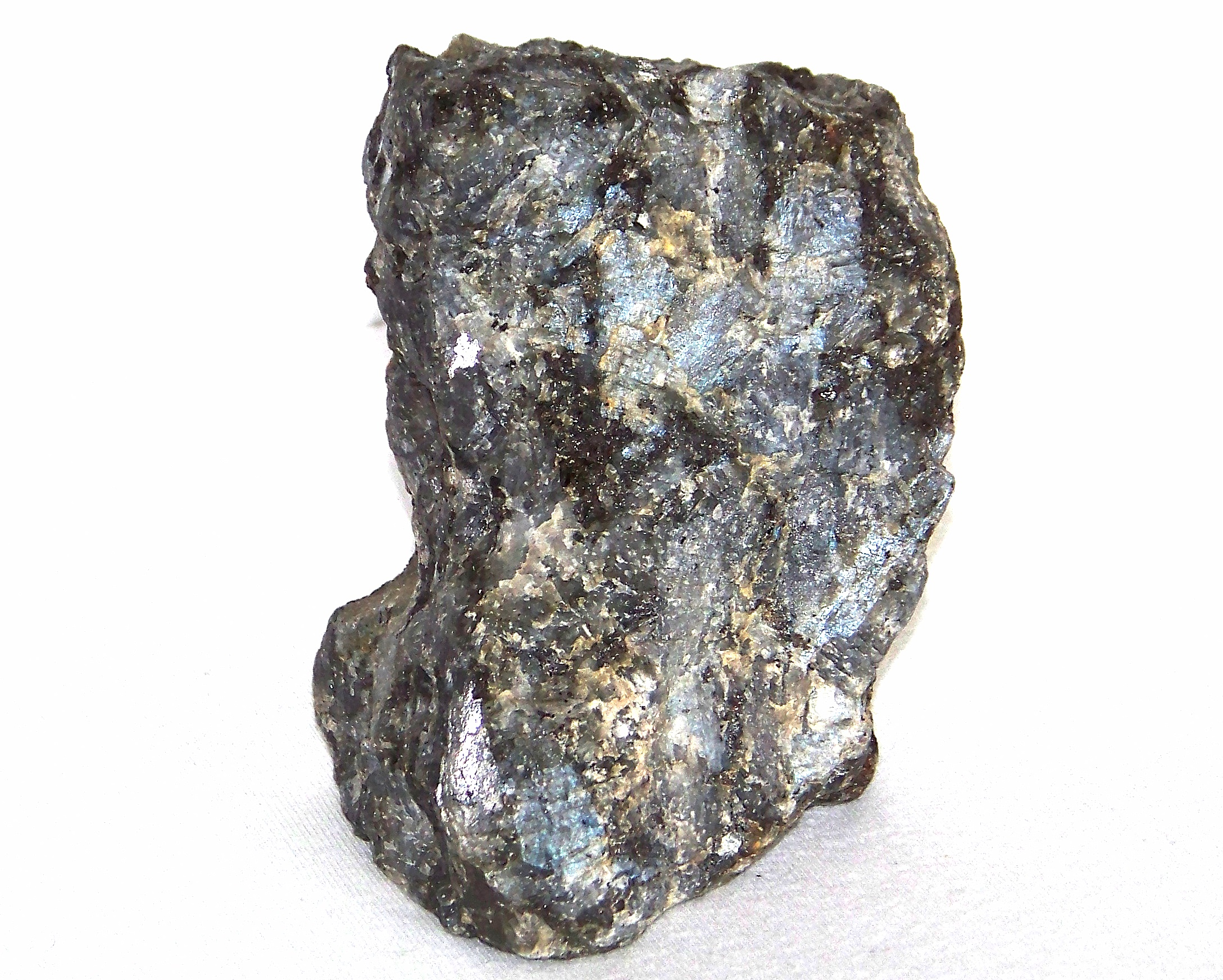
Anortozyt (labradoryt)

Anortozyt (plagioklazyt) – leukokratyczna skała magmowa (plutoniczna) grubokrystaliczna lub średniokrystaliczna, o barwie czarnej, szarej, brązowej lub zielonoszarej, składająca się w przewadze plagioklazów. Stanowią one ponad 90% objętości anortozytu. W niewielkich ilościach mogą występować pirokseny. Zawartość anortytu w plagioklazie może wynosić od 20 do 100%. Anortozyty zbudowane z labradoru noszą nazwę labradorytów. Szacuje się, że ziemskie anortozyty powstały na głębokości 15–20 km.
Nazwę „anortozyt” wprowadził Hunt dla podkreślenia, że budujące skałę plagioklazy nie mają symetrii jednoskośnej (orthose), lecz trójskośną.

## Występowanie na Ziemi
Anortozyty występują przede wszystkim w obrębie starych platform prekambryjskich – archaicznych i proterozoicznych: w Kanadzie, na Grenlandii, Indiach, RPA, Australii, Szwecji, Norwegii, Finlandii, Rosji, na Ukrainie.
W Polsce anortozyty występują w podłożu północno-wschodniej Polski, gdzie tworzą masywy: kętrzyński, suwalski i sejneński. Ich wiek określono na 1,5–1,55 miliarda lat. W masywie suwalskim towarzyszą im złoża rud żelaza, tytanu i wanadu.

## Poza Ziemią
Anortozyty tworzą większą część skorupy ziemskiego Księżyca, są obecne przede wszystkim na księżycowych wyżynach, ale można znaleźć je także na obszarze mórz księżycowych. Stanowią one pierwotny budulec skorupy Księżyca; uważa się, że wykrystalizowały jako najlżejsza frakcja z księżycowego oceanu magmy, istniejącego po powstaniu tego ciała niebieskiego (zgodnie z teorią wielkiego zderzenia). W małych ilościach anortozyt występuje także na powierzchni Marsa, na obszarach systemu noachijskiego; prawdopodobnie ma pochodzenie plutoniczne (jak na Ziemi).